# Montanima
Montanima is een geslacht van vlinders van de familie van de zakjesdragers (Psychidae). De wetenschappelijke naam van dit geslacht is voor het eerst voorgesteld door Leo Sieder in een publicatie uit 1949. De soorten binnen dit geslacht komen in het Palearctisch gebied voor.

## Soorten
- Montanima aurea Hättenschwiler, 1996
- Montanima karavankensis (Höfner, 1898)
- Montanima predotae Sieder, 1949
- Montanima venetiana Meier, 1964